# Santa Maria da Graça
A Freguesia de Santa Maria da Graça é uma antiga freguesia do Município de Setúbal (Portugal), a qual tinha 0,75 km² de área e 7 620 habitantes (2011), e, por isso, uma densidade populacional de 10 160 hab/km²).
Em 2013 foi extinta e agregada às freguesias de São Julião e Nossa Senhora da Anunciada, para formar uma nova freguesia denominada União das Freguesias de Setúbal (São Julião, Nossa Senhora da Anunciada e Santa Maria da Graça).

## População
| População da freguesia de Setúbal (Santa Maria da Graça) | População da freguesia de Setúbal (Santa Maria da Graça) | População da freguesia de Setúbal (Santa Maria da Graça) | População da freguesia de Setúbal (Santa Maria da Graça) | População da freguesia de Setúbal (Santa Maria da Graça) | População da freguesia de Setúbal (Santa Maria da Graça) | População da freguesia de Setúbal (Santa Maria da Graça) | População da freguesia de Setúbal (Santa Maria da Graça) | População da freguesia de Setúbal (Santa Maria da Graça) | População da freguesia de Setúbal (Santa Maria da Graça) | População da freguesia de Setúbal (Santa Maria da Graça) | População da freguesia de Setúbal (Santa Maria da Graça) | População da freguesia de Setúbal (Santa Maria da Graça) | População da freguesia de Setúbal (Santa Maria da Graça) | População da freguesia de Setúbal (Santa Maria da Graça) |
| -------------------------------------------------------- | -------------------------------------------------------- | -------------------------------------------------------- | -------------------------------------------------------- | -------------------------------------------------------- | -------------------------------------------------------- | -------------------------------------------------------- | -------------------------------------------------------- | -------------------------------------------------------- | -------------------------------------------------------- | -------------------------------------------------------- | -------------------------------------------------------- | -------------------------------------------------------- | -------------------------------------------------------- | -------------------------------------------------------- |
| 1864                                                     | 1878                                                     | 1890                                                     | 1900                                                     | 1911                                                     | 1920                                                     | 1930                                                     | 1940                                                     | 1950                                                     | 1960                                                     | 1970                                                     | 1981                                                     | 1991                                                     | 2001                                                     | 2011                                                     |
| 1 547                                                    | 1 611                                                    | 1 940                                                    | 2 344                                                    | 2 370                                                    | 2 373                                                    | 6 702                                                    | 6 056                                                    | 6 502                                                    | 5 590                                                    | 6 636                                                    | 6 662                                                    | 6 144                                                    | 5 340                                                    | 7 620                                                    |

| Distribuição da População por Grupos Etários | Distribuição da População por Grupos Etários | Distribuição da População por Grupos Etários | Distribuição da População por Grupos Etários | Distribuição da População por Grupos Etários | Distribuição da População por Grupos Etários | Distribuição da População por Grupos Etários | Distribuição da População por Grupos Etários | Distribuição da População por Grupos Etários | Distribuição da População por Grupos Etários |
| -------------------------------------------- | -------------------------------------------- | -------------------------------------------- | -------------------------------------------- | -------------------------------------------- | -------------------------------------------- | -------------------------------------------- | -------------------------------------------- | -------------------------------------------- | -------------------------------------------- |
| Ano                                          | 0-14 Anos                                    | 15-24 Anos                                   | 25-64 Anos                                   | > 65 Anos                                    |                                              | 0-14 Anos                                    | 15-24 Anos                                   | 25-64 Anos                                   | > 65 Anos                                    |
| 2001                                         | 622                                          | 735                                          | 2 844                                        | 1 139                                        |                                              | 11,6%                                        | 13,8%                                        | 53,3%                                        | 21,3%                                        |
| 2011                                         | 933                                          | 772                                          | 4 147                                        | 1 768                                        |                                              | 12,2%                                        | 10,1%                                        | 54,4%                                        | 23,2%                                        |

Média do País no censo de 2001:  0/14 Anos-16,0%; 15/24 Anos-14,3%; 25/64 Anos-53,4%; 65 e mais Anos-16,4%
Média do País no censo de 2011:   0/14 Anos-14,9%; 15/24 Anos-10,9%; 25/64 Anos-55,2%; 65 e mais Anos-19,0%

## Política

### Eleições autárquicas

#### Junta de Freguesia
| Partido      | %    | M    | %    | M    | %    | M    | %    | M    | %    | M    | %    | M    | %    | M    | %    | M    | %    | M    | %    | M    |
| Partido      | 1976 | 1976 | 1979 | 1979 | 1982 | 1982 | 1985 | 1985 | 1989 | 1989 | 1993 | 1993 | 1997 | 1997 | 2001 | 2001 | 2005 | 2005 | 2009 | 2009 |
| ------------ | ---- | ---- | ---- | ---- | ---- | ---- | ---- | ---- | ---- | ---- | ---- | ---- | ---- | ---- | ---- | ---- | ---- | ---- | ---- | ---- |
| PS           | 44,1 | 5    | 20,2 | 4    | 28,5 | 6    |      |      | 44,2 | 6    | 46,1 | 7    | 35,3 | 5    | 26,9 | 4    | 26,2 | 4    | 32,3 | 5    |
| FEPU/APU/CDU | 26,9 | 3    | 34,3 | 7    | 34,2 | 7    | 35,2 | 5    |      |      | 21,7 | 3    | 30,3 | 5    | 38,2 | 6    | 31,6 | 4    | 31,1 | 4    |
| PPD/PSD      | 17,3 | 2    |      |      | 22,9 | 4    | 59,3 | 8    |      |      | 22,5 | 3    | 23,1 | 3    |      |      | 28,4 | 4    | 18,0 | 2    |
| GDUPS        | 8,8  | 1    |      |      |      |      |      |      |      |      |      |      |      |      |      |      |      |      |      |      |
| AD           |      |      | 40,0 | 8    |      |      |      |      |      |      |      |      |      |      |      |      |      |      |      |      |
| CDS-PP       |      |      |      |      | 9,6  | 2    |      |      |      |      | 5,8  |      | 4,3  |      |      |      | 2,0  |      | 7,9  | 1    |
| PSD-CDS-PPM  |      |      |      |      |      |      |      |      | 26,2 | 4    |      |      |      |      | 23,5 | 3    |      |      |      |      |
| PCP-PEV-PRD  |      |      |      |      |      |      |      |      | 25,5 | 3    |      |      |      |      |      |      |      |      |      |      |
| B.E.         |      |      |      |      |      |      |      |      |      |      |      |      |      |      | 2,5  |      | 7,5  | 1    | 7,5  | 1    |

## Património
- Portal da Gafaria
- Muralhas de Setúbal
- Igreja de Santa Maria da Graça ou Sé de Setúbal

1. ↑  Cf. quadros resumo do Recenseamento Geral da População de 2011 : Resultados definitivos : Região Lisboa.
2. ↑  Cf. Lei n.º 11-A/2013 de 28 de janeiro. Versão consolidada em 12 de julho de 2020.
3. ↑  Instituto Nacional de Estatística : Recenseamentos Gerais da População.